# Burgstall Rametstein

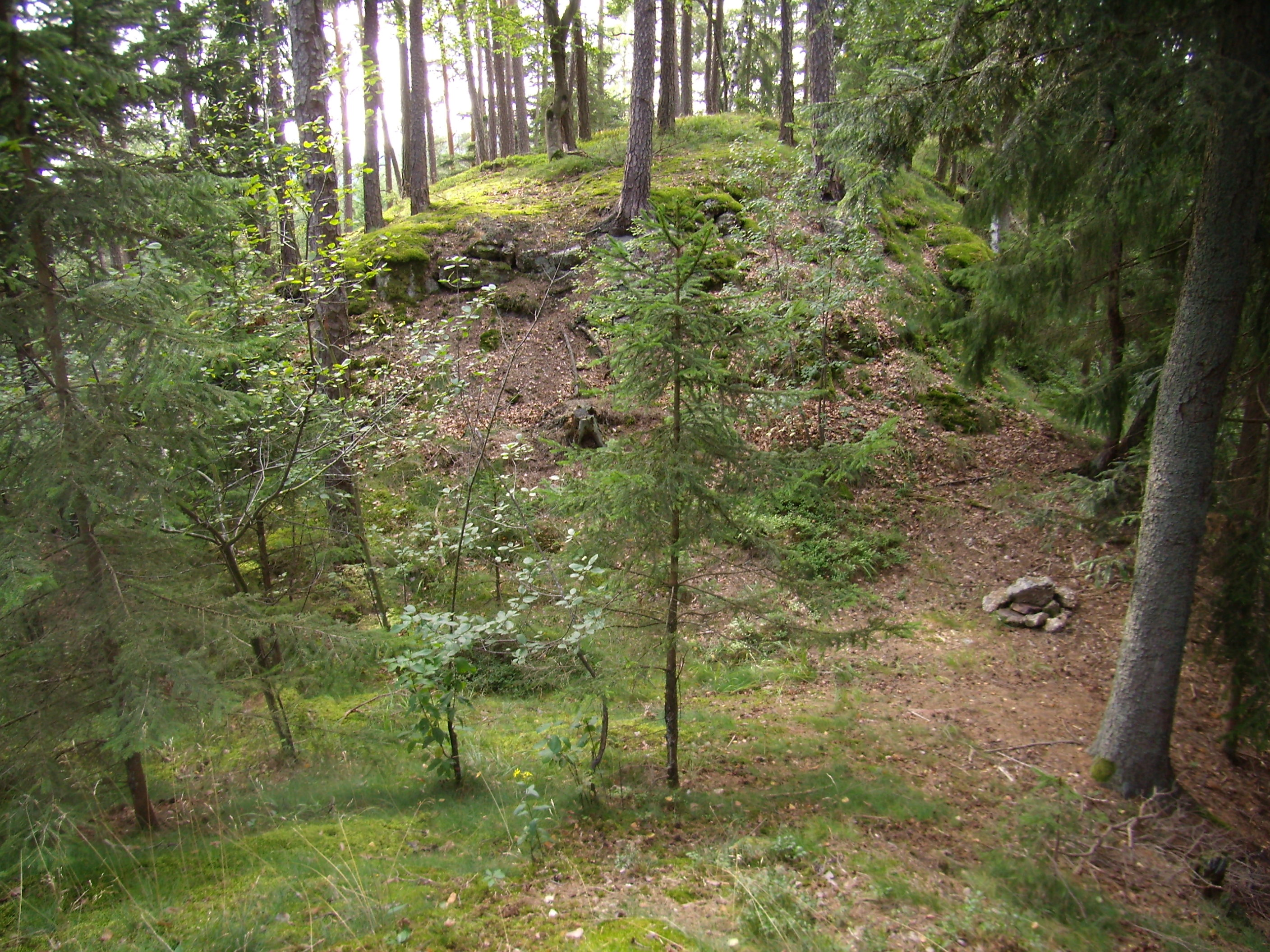
Burgstall Rametstein

Der Burgstall Rametstein befindet sich im Ortsteil Unterniederndorf der Gemeinde Schönau im Mühlkreis im Bezirk Freistadt von Oberösterreich und liegt auf der höchsten Stelle des gleichnamigen Hügels, den man über den Bauernhof Rametsteiner (Unterniederndorf 2) erreichen kann.

## Geschichte
Nach mehreren Begehungen wurde die ehemalige Holzburg 1967 und 1989 von Alfred Höllhuber auf dem Gipfel des Rametstein geortet. Im Bereich eines neu angelegten Bringungsweges konnten erste romanische Tonscherben gefunden werden. Auf dem Gipfel des Berges fand sich dann ein Rechteck mit 9 mal 6 m großen Steinreihen sowie ein dieses umgebender Mauerzug. Eine in den Innenraum gestürzte Mauer und verrußte Steine gehörten vermutlich zu einer Küche und einer Rauchabzugsanlage.
In dem Geviert wurde lehmiger Sand vermischt mit Bruchsteinen gefunden. An Bodenfunden konnten im weiteren Verlauf der Sondierungen Nägel, viele Keramikstücke, eine Pfeilspitze, Reste von Gürtelschnallen, ein Messerfragment und Holzkohle gesichert werden. In dem nordostseitigen Steilhang zur Waldaist hin liegt eine Schutthalde mit abgestürzten Mauersteinen, hier wurden besonders viele Keramikteile gefunden. Die Keramiken werden auf das frühe 12., ein Teil auch in die zweite Hälfte des 13. Jahrhunderts datiert.
Der Wohnturm des Ansitzes war vermutlich über einem Kellergeschoß, der als Vorratsraum diente, aus Holz (Blockbauweise) gebaut. Zieht man die Angaben im Schwabenspiegel in Betracht („Man mac wol buven ane sin urlop drier gademe hoh mit holze oder mit stainen ob der erde, ane zinnen und ane brustwer.“), so könnte der Wohnturm drei Stockwerke („drier gademe“) hoch gewesen sein. Ein Rekonstruktionsversuch der Anlage ist vorhanden, muss aber aufgrund fehlender archäologischer Belege hypothetisch bleiben. Vermutlich saß hier ein Freibauer, wobei der Sitz eventuell bei den Böhmeneinfällen um 1226 zerstört wurde.

## Burgstall Rametstein heute
Der Burgstall liegt auf einer von der Waldaist umflossenen, markanten Bergkuppe, ein Graben und Mauerreste sind heute noch vorhanden. Die Anlage steht nicht unter Denkmalschutz.